# Miloš Vučić
Miloš Vučić [miloš vučič] (* 26. srpna 1995, Nikšić) je černohorský fotbalový obránce či záložník a bývalý mládežnický reprezentant do 21 let, od února 2021 hráč klubu FC Hradec Králové. Nastupuje převážne na pravém kraji obrany, jedná se o ofenzivního hráče.

## Klubová kariéra
Svoji fotbalovou kariéru začal v rodném Nikšići v tamním menším mužstvu, odkud následně přestoupil do známější Sutjesky Nikšić.

### FK Sutjeska Nikšić
Ligový debut v dresu Sutjesky absolvoval 3. února 2013 v 19. kole proti klubu FK Mogren, na hrací plochu přišel v 89. minutě a po záverečném hvizdu slavil se svými spoluhráči venkovní vítězství 2:0. V sezonách 2012/13 a 2013/14 získal s Nikšićem ligový titul.

#### Sezóna 2014/15
Svůj první ligový gól v ročníku a zároveň i za "áčko" Sutjesky Nikšić vsítil 4. 4. 2015 v souboji s týmem OFK Grbalj, trefil se ve 31. minutě a podílel se na vysoké výhře 6:0 na hřišti soupeře. Podruhé v lize v této sezoně skóroval ve 32. kole proti mužstvu FK Zeta z města Golubovci, když v 85. minutě zvyšoval na konečných 3:1. Během roku nastoupil k 16 ligovým zápasům.

#### Sezóna 2015/16
Se Sutjeskou se představil v prvním předkole Evropské ligy UEFA 2015/16, ve kterém se svými spoluhráči vypadl po prohře 0:3 venku a vítězství 2:0 doma s celkem Debreceni VSC z Maďarska. Svoji první a zároveň jedinou ligovou branku v ročníku dal proti klubu OFK Grbalj (výhra 2:0), když v 62. minutě otevřel skóre utkání. V sezoně odehrál celkem 21 ligových střetnutí.

#### Sezóna 2016/17
Na jaře 2017 vybojoval se Sutjeskou domácí pohár. Se svým týmem přešel postupně přes mužstva FK Radnicki Berane (tomuto klubu vstřelil gól), FK Zeta, OFK Petrovac a FK Iskra Danilovgrad přes první kolo až do finále, kde s Nikšići porazil na domácím trávníku celek OFK Grbalj v poměru 1:0. Během roku absolvoval v lize 24 zápasů.

#### Sezóna 2017/18
Se svým zaměstnavatelem si po dvou letech zahrál v předkole EL. Se Sutejskou nepostoupil, když po venkovní prohře 1:3 a domácí remíze 0:0 nepostoupil se svými spoluhráči přes bulharský tým PFK Levski Sofia. V ročníku 2017/18 získal s Nikšićem primát v nejvyšší černohorské lize, v poháru tentokrát vypadl se svým mužstvem ve čtvrtfinále. V ročníku vstřelil ve 32 utkáních v lize jedinou branku. Tu zaznamenal v 10. kole hraném 14. října 2017 v souboji s podgorickým mužstvem FK Kom (výhra 4:0), skóroval ve 41. minutě.

#### Sezóna 2018/19
Za Sutjesku nastoupil k oběma dvěma střetnutím úvodního předkola Ligy mistrů UEFA 2018/19 s klubem FC Astana z Kazachstánu (prohry 1:0 venku a 0:2 doma). Po vypadnutí s tímto soupeřem byl Nikšić přesunut do druhého předkola Evropské ligy 2019/20, v něm Vučić proti týmu Alaškert Jerevan FC nenastoupil, jeho spoluhráči s arménským protivníkem nejprve prohráli doma 0:1 a následně remizovali 0:0 na jeho hřišti a kvůli tomu dál nepostoupili. Na jaře 2019 se svým zaměstnavatelem obhájil titul v lize z předešlé sezóny. Během roku si připsal pouze deset ligových střetnutí.

### FK Budućnost Podgorica
V létě 2019 přestoupil v rámci Černé Hory do Budućnosti Podgorica, tehdejšího vítěze domácího poháru. S Budućností krátce po příchodu postoupil přes celek JK Narva Trans z Estonska (výhra 2:0 doma a 1:0 venku) do druhého předkola Evropské ligy UEFA 2019/20, kde následně vypadl s ukrajinským mužstvem (prohry 1:3 venku a 0:1 doma).
Svůj první zápas v lize za Podgoricu zaznamenal 5. 8. 2019 proti Rudar Pljevlja, odehrál první poločas a Budućnost vyhrála na domácím trávníku 2:0. Poprvé v sezoně 2019/20 v lize skóroval v devátém kole v souboji s klubem FK Iskra Danilovgrad (remíza 2:2), když v 70. minutě dával na 2:1. Svůj druhý ligový gól v tomto ročníku vsítil proti týmu OFK Titograd (výhra 2:1), když v 57. minutě zvyšoval na 2:0. Na jaře 2020 získal s Budućností Podgorica titul v lize, jednalo se už o je třetí ligový primát v řadě. V sezoně nastoupil ke 24 ligovým zápasům. V létě 2020 se s vedením nedohodl na novém kontraktu a následně byl půl roku bez angažmá.

### FC Hradec Králové
V zimním přestupovém období ročníku 2020/21 zamířil jako volný hráč na doporučení agenta na týdenní zkoušku do Česka do tehdy druholigového mužstva FC Hradec Králové, kde na testech uspěl a uzavřel s vedením půlroční smlouvu s opcí. Do Hradce Králové přišel kvůli tomu, že Jan Mejdr hrající také na pravé straně byl v rekonvalescenci.
Svůj ligový debut v Hradci zažil 21. dubna 2021 ve východočeském derby v souboji s mužstvem MFK Chrudim, na hrací plochu přišel chvíli před koncem druhého poločasu a po necelých dvou minutách na hřišti přihrál na vítěznou branku utkání Danielu Vašulínovi, "Votroci" i díky němu otočili venkovní duel za osm minut ze stavu 0:2 na 3:2. Na jaře 2021 po 23. kole hraném 8. 5. 2021 postoupil s Hradcem po výhře 2:1 nad Duklou Praha z prvního místa tabulky do nejvyšší soutěže, kam se "Votroci" vrátili po čtyřech letech.

## Klubové statistiky
Aktuální k 9. květnu 2021
| Sezona    | Klub                | Soutěž     | Zápasy | Góly |
| --------- | ------------------- | ---------- | ------ | ---- |
| 2012/2013 | FK Sutjeska Nikšić  | 1. liga    | 3      | 0    |
| 2013/2014 | FK Sutjeska Nikšić  | 1. liga    | 1      | 0    |
| 2014/2015 | FK Sutjeska Nikšić  | 1. liga    | 16     | 2    |
| 2015/2016 | FK Sutjeska Nikšić  | 1. liga    | 21     | 1    |
| 2016/2017 | FK Sutjeska Nikšić  | 1. liga    | 24     | 0    |
| 2017/2018 | FK Sutjeska Nikšić  | 1. liga    | 32     | 1    |
| 2018/2019 | FK Sutjeska Nikšić  | 1. liga    | 10     | 0    |
| 2019/2020 | Budućnost Podgorica | 1. liga    | 24     | 2    |
| 2020/2021 | FC Hradec Králové   | Fortuna:NL |        |      |